# Miraculous: Tales of Ladybug & Cat Noir
Miraculous: Tales of Ladybug & Cat Noir (oorspronkelijke titel: Miraculous: Les Aventures de Ladybug et Chat Noir; Nederlands: Miraculous: Verhalen over Ladybug & Cat Noir; afgekort: Miraculous) is een computer-geanimeerde avonturenserie van de Franse Zagtoon-studio. In Nederland en Vlaanderen wordt de serie sinds 2016 uitgezonden op  Disney Channel en op Netflix. Op dit moment (2024) zijn er zes seizoenen. De serie werd anno 2018 uitgezonden in meer dan 120 landen. Tevens is er een mobiele game van Miraculous. Deze game is niet bepaald geliefd is bij de fans omdat het spel bijna alleen maar lags heeft en alleen schurken bevat uit het eerste seizoen. In 2022 verscheen de game Miraculous: Rise of the Sphinx, de game is verkrijgbaar voor PlayStation 4, PlayStation 5, Xbox One, Xbox Series X/S, Microsoft Windows en Nintendo Switch.

## Verhaal
De serie speelt zich af in de Franse hoofdstad Parijs, vermoedelijk in het jaar 2015. De protagonisten zijn de tieners Marinette Dupain-Cheng en Adrien Agreste, allebei eerst dertien jaar oud. De eerste vijf seizoenen spelen zich af in een tijdlijn van negen maanden en in het vierde afsluitende jaar van het collège unique, de onderbouw van het middelbaar onderwijs, naarmate het einde van seizoen 5 zijn Adrien, Marinette en al hun klasgenoten afgestudeerd.
De Miraculouses zijn magische juwelen die gebonden zijn aan een magisch wezen, een kwami, die superkrachten geeft aan de drager van de juwelen. De drie belangrijkste Miraculouses in de show zijn de Lieveheersbeest-Miraculous, die bewoond wordt door Tikki, de kwami van creatie; de Katten-Miraculous, die wordt bewoond door Plagg, de kwami van vernietiging; en de Vlinder-Miraculous, die bewoond wordt door Nooroo, de kwami van transmissie.
De Miraculous van Marinette bestaat uit een paar oorbellen en ze zegt "Tikki, stippels graag!" om ze te activeren. Hierdoor verandert ze in de superheldin Ladybug. De Miraculous van Adrien is een ring en door "Plagg, kattenklauw!" te zeggen wordt deze geactiveerd. Na zijn transformatie wordt hij de superheld Cat Noir. Ladybug en Cat Noir mogen elkaars identiteit niet weten, anders moeten ze hun taak als superheld opgeven.

### Seizoen 1
In de aflevering Bellenman wordt Adrien veertien jaar. De tieners hebben allebei een Miraculous gekregen van de Miraculous-bewaker Wang Fu om de schurk Havikmot te verslaan, die zijn Miraculous gebruikt om mensen die sterke negatieve emoties voelen te manipuleren en in superschurken te veranderen. Dit doet hij door zijn krachten te gebruiken om een vlinder te veranderen in een akuma ("akuma" is Japans voor "duivel"), een paarse vlinder die negatieve energie bevat. Deze vlinder gaat in een object zitten en geeft de persoon met sterke negatieve emoties kwaadaardige superkrachten. Dit object moet kapot gaan om de schurk uiteindelijk te kunnen verslaan. Het veranderen van een persoon in een superschurk wordt in de show "akumeren" genoemd.
Wat de helden niet weten is dat Gabriel Agreste, de strenge vader van Adrien, stiekem de schurk Havikmot is, dus Cat Noir's grootste vijand is zijn eigen vader. Hij gebruikt zijn krachten om superschurken te maken, die hij vervolgens de opdracht geeft om de Miraculous van Ladybug en Cat Noir te stelen. Hij doet dit om Emilie, de moeder van Adrien, weer uit haar coma te wekken. Dat gebeurt wanneer hij de oorbellen van Ladybug en de ring van Cat Noir in handen krijgt. Er is veel geheimzinnigheid over Emilie Agreste, ze ligt in een glazen kist in de villa van de familie Agreste, maar alleen Gabriel en zijn assistente Nathalie Sancoeur weten daarvan.
Wie zowel de Lieveheersbeest- als de Katten-Miraculous in bezit krijgt de ultieme kracht en mag één wens doen. Gabriels wens zou echter de balans van het universum verstoren en daarom catastrofale gevolgen hebben.

### Seizoen 2
In de aflevering Befana wordt Marinette veertien jaar. In seizoen 2 komen twee nieuwe personages aan het licht, die sindsdien zeer aanwezig zijn: Luka Couffaine, de broer van Juleka Couffaine, een mompelige klasgenote van Adrien en Marinette die verzot is op enge dingen, die verliefd wordt op Marinette; en Kagami Tsurugi, een vriendin van Adrien die bij hem op schermen zit en al een tijdje verliefd op hem lijkt te zijn. Marinette vindt het moeilijk om Luka te vertellen dat ze verliefd is op Adrien, Marinette's oogje op Adrien is ook de reden dat zij en Kagami voor korte tijd vriendschappelijke rivales worden, naarmate het einde van seizoen 2 worden ze goede vriendinnen.
De Miraculous-bewaker is van seizoen 1-3 Meester Wang Fu, die Marinette en Adrien hun Miraculous heeft gegeven. Hij draagt de Schildpad-Miraculous en bezit tevens de wonderdoos met alle andere Miraculouses die Ladybug soms aan andere mensen moet geven zodat ze ook mee kunnen vechten als superhelden. De drie personen die hier tijdelijk een Miraculous toegediend krijgen zijn Alya Césaire, de beste vriendin van Marinette, die de Vos-Miraculous gebruikt onder de naam Rena Rouge; Nino Lahiffe, de beste vriend van Adrien en het vriendje van Alya, die de Schildpad-Miraculous gebruikt onder de naam Carapace; en Chloé Bourgeois, Adrien's enige vriendin op het section (Franse kleuterschool) en in seizoen 1 een grote rivale van Marinette, die de Bij-Miraculous gebruikt onder de naam Queen Bee.

### Seizoen 3
Na de gebeurtenissen in de aflevering Kerstmaniak luidt de serie het jaar 2016 in. In seizoen 3 wordt Gabriel geholpen door Nathalie die de Pauw-Miraculous gebruikt onder de naam Mayura en een veer gebruikt om zogenaamde "sentimonsters" te maken, deze veer wordt een "amok" genoemd, Havikmot wordt in dit geval Purpermot. De Pauw-Miraculous is echter beschadigd en daarom gevaarlijk voor de drager. Nathalie wordt algauw ziek na gebruik te hebben gemaakt van deze Miraculous, opvallend is dat Emilie door de Pauw-Miraculous in een coma is beland. Later wordt ook onthuld dat Colt Fathom, de oom van Adrien en de vader van Félix, de neef van Adrien, door de Pauw-Miraculous om het leven is gekomen en hem gebruikt heeft voor kwaadaardige doelen.
Chloé heeft in dit seizoen haar geheime identiteit Queen Bee onthuld en zal daarom haar plicht als superheldin moeten opgeven. Hoewel dit haar enorm stoort, zet ze alles op alles om haar superheldinnenplicht terug te krijgen.
In dit seizoen worden opnieuw nieuwe superhelden geïntroduceerd, Luka gebruikt de Slang-Miraculous onder de naam Viperion en Kagami gebruikt de Draak-Miraculous onder de naam Ryuko; Kim Lê Chiến, een sportieve en lange jongen, gebruikt de Aap-Miraculous onder de naam King Monkey; en Max Kanté, de meest intelligente en intellectuele student op het collège unique, gebruikt de Paard-Miraculous onder de naam Pegasus.

### Seizoen 4
In seizoen 4 gebruikt Gabriel de Pauw- en Vlinder-Miraculous tegelijk en akumeert mensen onder de naam Schaduwmot. Félix en Adrien zelf, komen er in dit seizoen achter dat Emilie in een glazen kist in de villa van de familie Agreste ligt en Félix ontdekt uiteindelijk ook dat Gabriel de schurk Schaduwmot is. In dit seizoen is Marinette/Ladybug de bewaker van de Miraculouses en er komen meer superhelden aan het licht, alle klasgenoten van Adrien en Marinette, naast degenen die eerder werden vermeld, worden tijdelijk actief als superhelden. Dit zijn Mylène Haprèle, een meisje dat bijna overal bang voor is maar desondanks vaak probeert haar angsten te overwinnen, die de Muis-Miraculous gebruikt onder de naam Polymouse; Rose Lavillant, een meisje dat heel veel om anderen geeft en zelden om zichzelf, die de Varken-Miraculous gebruikt onder de naam Pigella; Juleka Couffaine, die de Tijger-Miraculous gebruikt onder de naam Purple Tigress; Ivan Bruel, een jongen die er expressief uitziet maar alleen zo is als het nodig is, die de Stier-Miraculous gebruikt onder de naam Minotaurox; Nathaniel Kurtzberg, een jongen die verzot op tekenen en later striptekenaar wil worden, gebruikt de Geit-Miraculous onder de naam Caprikid; Marc Anciel, een jongen die verzot is op schrijven en later stripauteur wil worden, gebruikt de Haan-Miraculous onder de naam Rooster Bold; en Sabrina Raincomprix, een meisje dat door Chloé wordt behandeld als haar sidekick, die de Hond-Miraculous gebruikt onder de naam Miss Hound. De Bij-Miraculous is overgedragen aan Zoé Lee, Chloé's halfzus die voor lange tijd in New York heeft gewoond tot haar introductie in dit seizoen, Zoé gebruikt deze Miraculous onder de naam Vesperia. Chloé raakt buiten zinnen en verenigt zich met Gabriel, wat ervoor zorgt dat ze meerdere keren, ook in seizoen 5, naar eigen wens wordt geakumeerd.
Naarmate het einde van dit seizoen verliest Ladybug alle Miraculouses door Félix, die zijn Miraculous voor kwaadaardige doelen heeft gebruikt toen hij tegen Ladybug heeft gelogen dat hij Adrien is. Wat Ladybug echter niet wist, is dat Adrien op dat moment Cat Noir was en dat Félix dus alleen maar deed alsof hij Adrien was.

### Seizoen 5
In seizoen 5 is Gabriel de bewaker van de Miraculouses en gebruikt ze allemaal voor kwaadaardige doelen, dit keer onder de naam Monarch. Nu moeten Ladybug en Cat Noir alle Miraculouses terug zien te krijgen. Nathalie komt er algauw achter dat Emilie het nooit leuk vond als Gabriel achter de Miraculouses aanzat en daarom werkt Nathalie niet langer mee aan Gabriels valse plannen.
Voor het grootste deel van de serie is Marinette verliefd op Adrien als zichzelf en Adrien is verliefd op Marinette als Ladybug. Aan het begin van seizoen 5 bekent Adrien dat hij verliefd is op Marinette als zichzelf en lijkt zijn oogje op Ladybug verdwenen te zijn. In de eerste afleveringen van seizoen 5 wordt Marinette verliefd op Adrien als Cat Noir. Op ongeveer de helft van seizoen 5 worden Adrien en Marinette verliefd op elkaar als zichzelf.
In de loop van seizoen 5 verliest Félix zijn gemene trekjes en wordt, na Emilie Agreste, de tweede persoon die er niet om bekend staat de Pauw-Miraculous voor kwaadaardige doelen te gebruiken. Lila Rossi en Chloé Bourgeois worden als de twee belangrijkste aanhangers van Monarch gezien, naast Tomoe Tsurugi, de strenge moeder van Kagami. Chloé gaat op een gegeven moment zelfs zo ver dat ze haar vader André manipuleert af te treden als burgemeester van Parijs, zodat zij die positie kan innemen. Chloé's eerste plannen als nieuwe burgemeester van Parijs zijn om robots in dienst te laten treden van politieagenten en superhelden, zodat deze onnodig zullen zijn. Helaas voor Chloé is haar plezier maar van korte duur, wanneer André achter haar gemene plannen komt, zorgt hij er, samen met Adrien, Marinette en een aantal klasgenoten van hen, voor dat Chloé en Audrey, zijn gemene ex-vrouw, verbannen worden naar New York. André besluit echter zijn positie als burgemeester niet opnieuw op te pakken en Caline Bustier, een voormalig docent op het Françoise Dupont College, wordt uiteindelijk verkozen tot de nieuwe Parijse burgemeester. Chloé en Audrey zijn inmiddels allebei vervreemd en verblijven momenteel in een appartementencomplex in Londen.
De studente Lila Rossi is al vanaf het eind van seizoen 1 de aartsrivale van Marinette. Ze kan heel goed liegen, wordt betrapt en verandert haar naam in Cerise Bianca. Ze blijkt in de vorige seizoenen gekleurde contactlenzen en een pruik gedragen te hebben.
Vlak voor het einde van seizoen 5 wordt onthuld dat Adrien en Félix sentimonsters zijn met het uiterlijk van een mens, dit verklaart waarschijnlijk ook waarom ze dezelfde stem hebben. Aan het einde van seizoen 5 voert Marinette een eenwording tussen Tikki en Plagg uit en verandert hiermee in de sterkste superheld van het Miraculous-superheldenteam: Bug Noir. Aan het begin heeft Cat Noir per abuis Monarch geraakt met zijn Kattentactiek, na het gevecht met Bug Noir offert Gabriel zichzelf op voor Emilie en smeekt hij Marinette, nadat ze door hem terug is getransformeerd, om niet aan Adrien te verklappen dat hij een slechte vader is geweest. Gabriels wens is eindelijk vervuld en hij is herenigd met Emilie. Hierdoor wordt het universum gereset en dit resulteert in een gigantische explosie, waardoor het universum opnieuw gecreëerd wordt.
Gabriel en Emilie zijn inmiddels allebei overleden, nu zorgen Nathalie en Amelie Graham de Vanily, Adrien's tante en Félix' moeder, voor Adrien.

### Seizoen 6
De animatie is anders ten opzichte van de vorige seizoenen. In verband met het feit dat Ladybug alle Miraculouses is kwijtgeraakt aan het eind van seizoen 4, besluit ze om alle Miraculouses aan de gebruikers te geven, zodat zij hun Miraculous ieder moment kunnen gebruiken. De Vlinder-Miraculous lijkt op het eerste oog verdwenen te zijn, later wordt bekendgemaakt dat deze in handen van Cerise komt.  In seizoen 6 wordt Lila/Cerise vermoedelijk de nieuwe antagonist van de serie en zou ze de boel op stelten zetten, ze heeft inmiddels opnieuw een andere identiteit en is aan het eind van seizoen 5 bekend onder de naam Iris, ze draagt andere gekleurde contactlenzen en een andere pruik.

## Afleveringen
| Seizoen 01 Nederlands Engels | Seizoen 01 Nederlands Engels           | Seizoen 02 Nederlands Engels                                                   | Seizoen 03 Nederlands Engels          | Seizoen 04 Nederlands Engels     | Seizoen 05 Nederlands Engels                                                            | Seizoen 06 Nederlands Engels     |
| ---------------------------- | -------------------------------------- | ------------------------------------------------------------------------------ | ------------------------------------- | -------------------------------- | --------------------------------------------------------------------------------------- | -------------------------------- |
| Aflevering 01                | De Oorsprong (Deel 1) Origins (Part 1) | De Verzamelaar The Collector                                                   | Kameleon Chameleon                    | Waarheid Truth                   | Evolutie Evolution                                                                      | / Climatiqueen                   |
| Aflevering 02                | De Oorsprong (Deel 2) Origins (part 2) | Wanhoopsbeer Despair Bear                                                      | Animaestro Animaestro                 | Leugens Lies                     | Vermenigvuldiging Multiplication                                                        | De illustrhater The Illustrhater |
| Aflevering 03                | Lekker Weertje Stormy Weather          | Prime Queen Prime Queen                                                        | Bakerix Bakerix                       | De Geheimenbende Gang of Secrets | Vernietiging Destruction                                                                | Sublimificatie Sublimation       |
| Aflevering 04                | Bellenman The Bubbler                  | Befana Befana                                                                  | Terugspoeler Backwarder               | Meneer Duif 72 Mr. Pigeon 72     | Plezier & Vreugde Jubilation                                                            | Daddycop Daddycop                |
| Aflevering 05                | De Farao The Faraoh                    | Riposte Ripost                                                                 | Reflekdoll Reflekdoll                 | Psychomiek Psychomedian          | Illusie Illusion                                                                        | Weeropa's Werepapas              |
| Aflevering 06                | Lady Wifi Lady Wifi                    | Robostus Robostus                                                              | Beschermheer Weredad                  | Furieuze Fu Furious Fu           | Vastberadenheid Determination                                                           | / Sleeping Syren                 |
| Aflevering 07                | Tijdbreker Timebreaker                 | Gigantitan Gigantitan                                                          | Zwijgelaar Silencer                   | Zieltrapper Sole Crusher         | Passie Passion                                                                          | / El Toro De Piedra              |
| Aflevering 08                | Meneer Duif Mr. Pigeon                 | Duistere Uil The Dark Owl                                                      | Oni-Chan Oni-Chan                     | Bananenkoningin Queen Banana     | Reünie Reunion                                                                          | / Vampigami                      |
| Aflevering 09                | Onheillustrator Evillustrator          | Glaciator Glaciator                                                            | Miraculer Miraculer                   | Gabriel Agreste Gabriel Agreste  | Exaltatie Exaltation                                                                    | / Mister Agreste                 |
| Aflevering 10                | Rogercop Rogercop                      | Sapoti's Sapotis                                                               | Vergeet-me-niet Oblivio               | Mega Bloedzuiger Mega Leech      | Overdracht (De Keuze van de Kwami’s: Deel 1) Transmission (The Kwami’s Choice: Part 1)  | / The Dark Castle                |
| Aflevering 11                | Imitator Copycat                       | Gorizilla Gorizilla                                                            | Desperada Desperada                   | Schuldgevoel Guiltrip            | Deflagratie (De Keuze van de Kwami’s: Deel 2) Deflagration (The Kwami’s Choice: Part 2) | / Revelator                      |
| Aflevering 12                | Duistere Cupido Dark Cupid             | Kapitein Hardrock Captain Hardrock                                             | Chrismaster Chrismaster               | Crocoduel Crocoduel              | Perfectie Perfection                                                                    | / Wreckless Driver               |
| Aflevering 13                | Horrificator Horrificator              | Zombiezoen Zombizou                                                            | Stertrein Startrain                   | Optigami Optigami                | Migratie Migration                                                                      | / Yaksi Gozen                    |
| Aflevering 14                | Darkblade Darkblade                    | Sirene Syren                                                                   | Kwami-jager Kwamibuster               | Sentibellenman Sentibubbler      | Spot Derision                                                                           | / Grendiaper                     |
| Aflevering 15                | De mimespeler The Mime                 | Angstegaal Frightningale                                                       | Vraatzucht Feast                      | Glaciator 2 Glaciator 2          | Intuïtie Intuition                                                                      | / The Ruler                      |
| Aflevering 16                | Kung Voedsel Kung Food                 | Druktemaker Troublemaker                                                       | Gamer 2.0 Gamer 2.0                   | Hack-San Hack-San                | Bescherming Protection                                                                  | / Noe                            |
| Aflevering 17                | Gamer Gamer                            | Anansi Anansi                                                                  | Lekker Weertje 2.0 Stormy Weather 2.0 | Tranentrekker Rocketear          | Bewondering Adoration                                                                   | / A Fairy Good Night             |
| Aflevering 18                | Dierman Animan                         | Klaas Soms Sandboy                                                             | Ikari Gozen Ikari Gozen               | Wensenmaker Wishmaker            | Emotie Emotion                                                                          | / The Dirtifiers                 |
| Aflevering 19                | Antibug Antibug                        | Omdraaier Reverser                                                             | Tijdspuiter Timetagger                | Simpelman Simpleman              | Pretentie Pretension                                                                    | / Riginarazione                  |
| Aflevering 20                | De poppenspeler The Puppeteer          | Vriezer Frozer                                                                 | Party Crasher Party Crasher           | Qilin Qilin                      | Openbaring Revelation                                                                   | / Heartfixer                     |
| Aflevering 21                | Reflekta Reflekta                      | Modekoningin (Koninginnenstrijd: Deel 1) Style Queen (Queen's Battle: Part 1)  | Poppenspeler 2.0 The Puppeteer 2.0    | Lieve Familie Dearest Family     | Confrontatie Confrontation                                                              | / The Chained Titans             |
| Aflevering 22                | Gitaarschurk Guitar Villain            | Wespenkoningin (Koninginnenstrijd: Deel 2) Queen Wasp (Queen's Battle: Part 2) | Witte Kat Chat Blanc                  | Vluchtigheid Ephemeral           | Collusie Collusion                                                                      | / Lady Chaos                     |
| Aflevering 23                | Pixelmaker Pixelmaker                  | Wurgemeester Malediktator                                                      | Félix Félix                           | Kuro Neko Kuro Neko              | Revolutie Revolution                                                                    | / Sadnansi                       |
| Aflevering 24                | Prinses Parfum Princess Fragrance      | Catalize (Heldendag: Deel 1) Catalist (Heroes' Day: Part 1)                    | Ladybug Ladybug                       | Strafteam Penalteam              | Vertegenwoordiging Representation                                                       | / Queen of the Dreadzone         |
| Aflevering 25                | Simon Zegt Simon Says                  | Mayura (Heldendag: Deel 2) Mayura (Heroes' Day: Part 2)                        | Hartenjager Heart Hunter              | Risico Risk                      | Conformiteit (De Laatste Dag: Deel 1) Conformation (The Last Day: Part 1)               | / Secret Protocol                |
| Aflevering 26                | Volpina Volpina                        | Kerstmaniak Santa Claws                                                        | Wonderkoningin Miracle Queen          | Terugslag Strike Back            | Recreatie (De Laatste Dag: Deel 2) Recreation (The Last Day: Part 2)                    | / Nemesis                        |
| Aflevering 27                |                                        |                                                                                |                                       |                                  | Actie Action                                                                            |                                  |

## Stemverdeling
| Personage                                   | Engelse stem                                                                               | Franse stem                                                 | Nederlandse stem                                                                                           |
| ------------------------------------------- | ------------------------------------------------------------------------------------------ | ----------------------------------------------------------- | --- |
| Marinette Dupain-Cheng / Ladybug            | Cristina Vee                                                                               | Anouck Hautbois                                             | Randy Fokke                                                                                                |
| Adrien Agreste / Cat Noir                   | Bryce Papenbrook                                                                           | Benjamin Bollen                                             | Jonathan Demoor                                                                                            |
| Tikki                                       | Mela Lee                                                                                   | Marie Nonnenmacher                                          | Lizemijn Libgott                                                                                           |
| Plagg                                       | Max Mittelman                                                                              | Thierry Kazazian                                            | Pepijn Koolen                                                                                              |
| Havikmot / Purpermot / Schaduwmot / Monarch | Keith Silverstein                                                                          | Antoine Tomé                                                | Rutger Le Poole                                                                                            |
| Gabriel Agreste                             | Keith Silverstein                                                                          | Antoine Tomé                                                | Joost Claes                                                                                                |
| Tom Dupain                                  | Christopher Smith                                                                          | Martial Le Minoux                                           | Simon Zwiers                                                                                               |
| Sabine Cheng                                | Philece Sampler (seizoen 1-3) Anne Yatco (seizoen 4-)                                      | Marie Nonnenmacher (seizoen 1) Jessie Lambotte (seizoen 2-) | Jannemien Cnossen                                                                                          |
| Alya Césaire / Rena Rouge                   | Carrie Keranen                                                                             | Fanny Bloc                                                  | Jeske van de Staak                                                                                         |
| Nino Lahiffe / Carapace                     | Ben Diskin (seizoen 1-3) Zeno Robinson (seizoen 4-)                                        | Alexandre Nguyen                                            | Enzo Coenen                                                                                                |
| Chloé Bourgeois / Queen Bee                 | Selah Victor                                                                               | Marie Chevalot                                              | Shanna Chatterjee (seizoen 1, laatste 4 afleveringen van seizoen 2-) Nine Meijer (merendeel van seizoen 2) |
| Sabrina Raincomprix / Miss Hound            | Marieve Herington (seizoen 1-2) Cassandra Lee Morris (seizoen 3) Lauren Landa (seizoen 4-) | Marie Nonnenmacher                                          | Priscilla Knetemann                                                                                        |
| Kim Lê Chiến / King Monkey                  | Grant George                                                                               | Alexandre Nguyen                                            | Ricardo Blei                                                                                               |
| Ivan Bruel / Minotaurox                     | Matt Mercer (seizoen 1) Max Mittelman (seizoen 2-)                                         | Franck Tordjman                                             | Stephan Holwerda                                                                                           |
| Mylène Haprèle / Polymouse                  | Jessica Gee                                                                                | Jessie Lambotte                                             | Barbara Sloesen                                                                                            |
| Rose Lavillant / Pigella                    | Erin Fitzgerald (seizoen 1) Reba Buhr (seizoen 2-)                                         | Marie Nonnenmacher (seizoen 1) Jessie Lambotte (seizoen 2-) | Nine Meijer (seizoen 1) Lizemijn Libgott (seizoen 2-)                                                      |
| Juleka Couffaine / Purple Tigress           | Erin Fitzgerald (seizoen 1) Reba Buhr (seizoen 2-)                                         | Jessie Lambotte                                             | Jantien Euwe                                                                                               |
| Alix Kubdel / Bunnyx                        | Kira Buckland                                                                              | Adeline Chetail                                             | Leonoor Koster                                                                                             |
| Max Kanté / Pegasus                         | Ben Diskin (seizoen 1-3) Zeno Robinson (seizoen 4-)                                        | Martial Le Minoux                                           | Mitch Wolterink                                                                                            |
| Luka Couffaine / Viperion                   | Andrew Russell                                                                             | Gauthier Battoue                                            | Dorian Bindels                                                                                             |
| Nathaniel Kurtzberg / Caprikid              | Michael Sinterniklaas                                                                      | Franck Tordjman                                             | Tjeerd Melchers                                                                                            |
| Marc Anciel / Rooster Bold                  | Kyle McCarley (seizoen 1-3) Alejandro Saab (seizoen 4-)                                    | Alexandre Nguyen                                            | Jip Bartels                                                                                                |
| André Bourgeois                             | Joe Ochman                                                                                 | Gilbert Lévy                                                | Has Drijver (seizoen 1) Huub Dikstaal (seizoen 2-)                                                         |
| Otis Césaire                                | Paul St. Peter                                                                             | Éric Peter                                                  | Jim Berghout                                                                                               |
| Agent Roger Raincomprix                     | Christopher Smith                                                                          | Martial Le Minoux                                           | Sander de Heer                                                                                             |
| Jagged Stone                                | Lex Lang                                                                                   | Matthew Gézcy                                               | Seb van den Berg                                                                                           |
| Anarka Couffaine                            | Nika Futterman                                                                             | Laura Préjean                                               | Marloes van den Heuvel                                                                                     |
| Alim Kubdel                                 | Todd Haberkorn                                                                             | Philippe Roullier                                           | Huub Dikstaal                                                                                              |
| Fred Haprèle                                | Ezra Weisz                                                                                 | Franck Tordjman                                             | Jelle Amersfoort                                                                                           |
| Alec Cataldi                                | André Gordon                                                                               | Franck Tordjman                                             | André Dongelmans (eerste aflevering) Juliann Ubbergen (andere afleveringen)                                |
| Clara Contard                               | Kelly Baskin                                                                               | Clara Soares                                                | Femke Mostert                                                                                              |
| Nadja Chamack                               | Sabrina Weisz                                                                              | Jessie Lambotte                                             | Jennifer van Brenk                                                                                         |
| Manon Chamack                               | Stephanie Sheh                                                                             | Marie Nonnenmacher                                          | Sanne Bosman                                                                                               |
| Clara Nightingale                           | Allegra Clark (stem) Laura Marano (zang)                                                   | Clara Soares                                                | Fé van Kessel                                                                                              |
| Kagami Tsurugi / Ryuko                      | Faye Mata                                                                                  | Clara Soares                                                | Linda Wagenmakers                                                                                          |
| Lila Rossi / Cerise Bianca / Iris           | Lisa Kay Jennings                                                                          | Clara Soares                                                | Canick Hermans                                                                                             |
| Zoé Lee / Vesperia                          | Deneen Melody                                                                              | Fily Keita                                                  | Canick Hermans                                                                                             |
| Aurore Beauréal                             | Mela Lee                                                                                   | Geneviève Doang                                             | Fleur van de Water                                                                                         |
| Duusu                                       | Melissa Fahn                                                                               | Fanny Bloc                                                  | Christa Lips                                                                                               |
| Trixx                                       | Cherami Leigh                                                                              | Franck Tordjman                                             | Lizemijn Libgott                                                                                           |
| Sass                                        | Ben Diskin                                                                                 | Alexandre Nguyen                                            | Huub Dikstaal                                                                                              |
| Meester Wang Fu                             | Paul St. Peter                                                                             | Gilbert Lévy                                                | Jan Nonhof                                                                                                 |
| Denis Damocles                              | JC Hyke                                                                                    | Gilbert Lévy                                                | Lucas Dietens (seizoen 1-2) Stan Limburg (seizoen 3-)                                                      |
| Caline Bustier                              | Dorothy Fahn                                                                               | Jessie Lambotte                                             | Jantine van den Bosch                                                                                      |
| Armand D'Argencourt                         | Joe Fria                                                                                   | Patrick Préjean                                             | Ad Knippels                                                                                                |
| Penny Rolling                               | Mela Lee                                                                                   | Anne-Charlotte Piau                                         | Peggy Vrijens                                                                                              |
| Nathalie Sancoeur / Mayura                  | Sabrina Weisz                                                                              | Marie Chevalot                                              | Jennifer van Brenk                                                                                         |
| IJscoman André                              | Ezra Weisz                                                                                 | Philippe Roullier                                           | Simon Zwiers                                                                                               |
| Fotograaf Vincent                           | Matt Mercer                                                                                | Philippe Roullier                                           | Alexander de Bruijn                                                                                        |
| Vincent Aza                                 | Matt Mercer                                                                                | Franck Tordjman                                             | Job Bovelander                                                                                             |
| Bob Roth                                    | Grant George                                                                               | Gilbert Lévy                                                | Frans Limburg                                                                                              |
| Xavier-Yves Roth                            | Ben Diskin                                                                                 | Alexandre Nguyen                                            | Tommie Christiaan Venneker                                                                                 |
| Thomas Astruc                               | Jason Manorcha                                                                             | zichzelf                                                    | Finn Poncin                                                                                                |
| Prins Ali                                   | Keith Silverstein                                                                          | Alexandre Nguyen                                            | Roben Mitchell van den Dungen Bille                                                                        |
| Xavier Ramier                               | Todd Haberkorn                                                                             | Franck Tordjman                                             | Huub Dikstaal                                                                                              |
| Théo Barbot                                 | Brian Beacock                                                                              | Franck Tordjman                                             | Victor Marinus                                                                                             |
| Simon Grimault                              | Ezra Weisz                                                                                 | Franck Tordjman                                             | Erik van der Horst                                                                                         |
| Harry Clown                                 | Max Mittelman                                                                              | Franck Dubosc                                               | Fred Meijer                                                                                                |
| Emilie Agreste                              | Colleen O'Shaughnessey                                                                     | Jeanne Chartier                                             | Ilse La Monaca                                                                                             |
| Amélie Graham de Vanily                     | Laura Post                                                                                 | Jeanne Chartier                                             | Ilse La Monaca                                                                                             |
| Félix Fathom / Argos                        | Bryce Papenbrook                                                                           | Benjamin Bollen                                             | Jonathan Demoor                                                                                            |
| Wang Cheng                                  | Todd Haberkorn                                                                             | Bing Yin                                                    | Huub Dikstaal                                                                                              |
| Rolland Dupain                              | Fred Tatasciore                                                                            | Martial Le Minoux                                           | Finn Poncin                                                                                                |
| Fei Wu / Ladydragon                         | Xanthe Huynh                                                                               | Geneviève Doang                                             | Linda Wagenmakers                                                                                          |

## Nasynchronisatie
De Nederlandse nasynchronisatie wordt geregisseerd door Stephan Holwerda en de Engelstalige nasynchronisatie door Ezra Weisz.

## Film
In 2023 verscheen de film Miraculous, le film (alternatieve titel: Miraculous: Awakening; Engels: Ladybug & Cat Noir: The Movie; Nederlands: Ladybug & Cat Noir: De film) in de bioscopen. Sinds 10 november 2023 is de film verkrijgbaar op dvd en blu-ray.